# 66.ru
«Современный портал Екатеринбурга — «66.ru» — российское сетевое издание и медиахолдинг в Екатеринбурге.

## История
Медиахолдинг основан в 2008 году владельцами компании «МедиаСайт» Евгением Островским и Сергеем Амировым, с целью объединить на одной площадке другие сетевые издания — «Банки 66», «Гурман 66», «Клуб 66», «Лента 66», «Работа 66», «Работа 74», «Строим 66», «Флирт 66», и Ekabu.ru.
В июне 2015 года Островский и Амиров вышли из состава учредителей портала (100% ООО «66.ру» — владел Амиров, а Островский — ООО «Здравый смысл» и ООО «Двигатель торговли»). Нынешними учредителями всех трёх юридических лиц с почти равными долях являются Сергей Лямин и Александр Гальянов. При этом Лямин пояснил: «Мы работали с Сергеем Амировым и Евгением Островским раньше. Они сейчас начали оптимизировать процессы в компании и попросили формально на меня переоформить доли, чтобы было проще разделять проекты»; в свою очередь Островский отметил: «Это позволяет нам избежать, например, проблемы аффилированности. Мы не можем работать так, чтобы одни и те же руководители в разных лицах сами себе оказывали услуги. Я сейчас сосредоточился на других делах, конкретно это мне стало не интересно, поэтому я даже юридически себя от этого очистил. Но это не означает, что моих интересов там не осталось»; Богдан Кульчицкий сообщил: «Смена учредителей – это наши внутренние процессы оптимизации бизнеса. На редакционной и коммерческой политике портала это никак не отразится».

## Сетевое издание 66.ru
Общие расходы на разработку составили свыше $250 тысяч, а $40 тысяч было потрачено на покупку доменного имени и серверного оборудования.

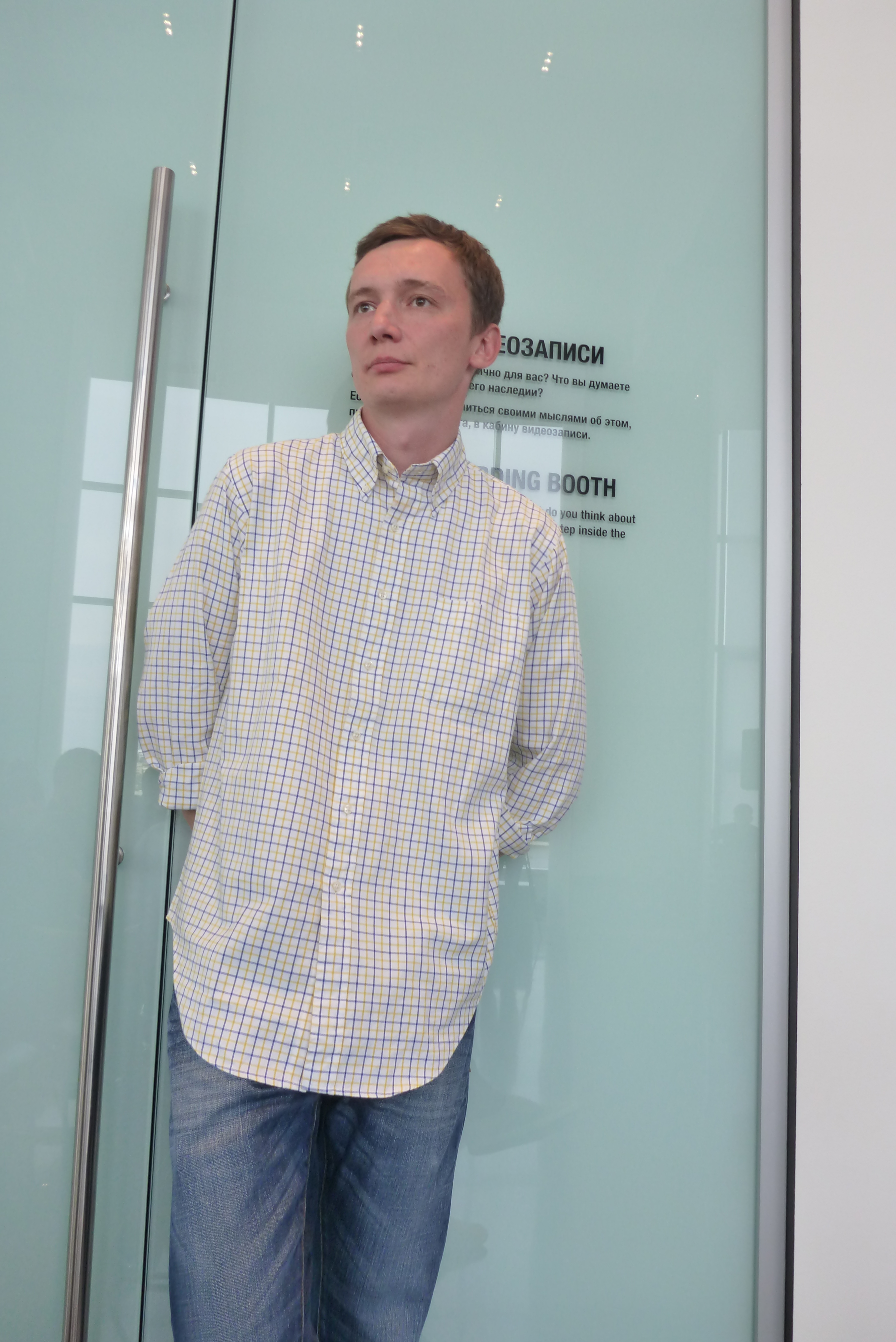
Главный редактор Дмитрий Шлыков (фото 2019 года)

Учредитель — Александр Гальянов, директор — Богдан Кульчицкий (в редакции с 2011 года), главный редактор — Дмитрий Шлыков (в редакции с 2013 года). Общее число сотрудников редакции составляет 20 человек. Вся редакция условно подразделяется на две части — авторы и продюсерский центр, а есть авторы. В состав продюсерского центра входят: Дмитрий Шлыков, Полина Павлова (выпускающий редактор), Полина Дикушина (специалист по дистрибуции контента), Марина Шулева (PR-директор), Артем Очеретин (директор по нативной рекламе). Остальные сотрудники издания занимаются тематической работой, либо выполняют поручения продюсерского центра. Среди авторов — автообозреватель Кирилл Зайцев, обозреватель криминальной и политической хроники Дмитрий Антоненков, занимающиеся сферой недвижимости Валерий Кунщиков и Артём Очеретин, ресторанный критик Яков Можаев, кинообозреватель Павел Матяж, журналисты Ольга Татарникова, Алексей Земляков и Александра Морозова, маркетолог в социальных сетях Полина Дикушина. Портал сотрудничает с «РБК Екатеринбург» в области темы бизнеса, образуя объединённую редакцию.
В настоящее время офис редакции располагается в Ельцин-центре. Ранее — на улице Крестинского, в офисной части торгового центра «Гринвич» (до 2014 года) и на 25 этаже небоскрёба «Высоцкий».
У издания существует официальный документ «Список запрещённых к чёртовой матери слов», согласно которому нельзя использовать, например, такие слова, как «автоледи», «дорогостоящая иномарка», «наслаждаться» и «правоохранитель», а также различные канцеляризмы, синонимы и пассивный залог (особенно в заголовках).
Слоганами издания были «Современный портал Екатеринбурга» и «Добываем городу гору новостей».
Получил известность судебный процесс Ильи Варламова против 66.ru, который утверждал, что на сайте были незаконно опубликованы его 44 фотографии, и несколько судов он выиграл, однако, суд по интеллектуальным правам вынес решение в пользу издания.
В сентябре 2018 года журналист издания Дмитрий Антоненков был задержан во время освещения акции сторонников оппозиционного политика Алексея Навального против пенсионной реформы.
В июне 2019 года сотрудники портала в связи с уголовным делом журналиста-расследователя сетевого издания Meduza Ивана Голунова и при поддержке представителей сетевых изданий Znak.com и «Европейско-Азиатские новости», провели акцию около здания Главного управления МВД России по Свердловской области, раздавая в течение 10 минут копии газет «Коммерсантъ» и «РБК», содержащих совместные заявления и одинаковые обложки в поддержку Голунова. Изначально портал собирался организовать на проспекте Ленин чтение материалов, посвящённых Голунову, но изменил формат после того, как с него сняли все обвинения.
По состоянию на конец февраля 2020 года ежесуточная посещаемость портала 66.ru составила около 160 тысяч человек.
В 2021 году судом был признан виновным в нарушении ст. 20.2 ч. 5 КоАП РФ («Нарушение участником публичного мероприятия установленного порядка проведения собрания, митинга, демонстрации, шествия или пикетирования») корреспондент издания Алексей Школа, фотографировавший митинг 23 января по редакционному заданию.

### Rabota66.ru

Главная страница интернет-портала

Rabota66.ru — российский интернет-портал в сфере онлайн-рекрутмента, работающий в Свердловской области. Основан в 2 апреля 2004 года в Екатеринбурге. С 2009 года являлся частью холдинга 66.ru в Екатеринбурге. С 2015 года входит в международную сеть порталов по трудоустройству Larixon Limited, ведущую свою деятельность в странах СНГ и бывшего СССР. По данным LiveInternet сайт rabota66.ru входит в число лидеров в Екатеринбурге. Сайт переделывался «с нуля» 3 раза: в 2004, в 2007 и в 2011 годах. Деятельность портала Rabota66.ru представляет собой продажу информации компаниям Екатеринбурга и Свердловской области из базы данных резюме, которые были самостоятельно размещены соискателями, заинтересованными в поиске работы. Таким образом, доступ к базе резюме и размещение вакансий оплачиваются компанией-клиентом. Для соискателей поиск вакансий бесплатный. Также бизнес-модель компании включает в себя продажу набора инструментов для ускорения и увеличения эффективности процесса поиска и подбора персонала, а также продвижения резюме соискателей. Все резюме и вакансии на сайте компании проходят обязательную модерацию. Ресурс принадлежит инвестиционной группе Larixon, генеральным директором является Евгений Островский.
Домен rabota66.ru был зарегистрирован 2 апреля 2004 года, первая версия сайта появилась чуть позже, весной 2004 года. Первые годы проект работал в бесплатном режиме. Основателем портала выступил Андрей Добрынин, в дальнейшем ставшим директором по маркетингу портала бесплатных объявлений Slando. В течение первых 2,5 лет сайт выступал исключительно, как полигон для тестирования инструментов поисковой оптимизации екатеринбургской web-студии, компании «Медиасайт». Задачи перед проектом зарабатывать не стояло. В первой половине 2006 года основателям компании понадобилось 3 месяца, чтобы найти первого сотрудника. Первый договор на оказание платных услуг был с номером 51, чтобы создать впечатление, что клиентов уже много. Договоров с 1 по 50 не существует. Осенью 2006 года была придумана вакансия «Слонопротирщика задней части», чуть позже вирус получил продолжение в виде должностной инструкции для этой вакансии. Из-за наплыва посетителей сайт почти двое суток не работал, не справляясь с нагрузками. Придуманный вирус подхватило огромное количество других сайтов по трудоустройству в России и за рубежом.
С 1 октября 2006 года публикация на сайте больше четырёх вакансий одновременно стала платной.
В 2007 году компания Работа66.ru подала заявку на регистрацию товарного знак jobway. Под таким брендом в Челябинске действовал сайт по трудоустройству информационный портал о работе и обучении jobway.ru и одноимённая газета с вакансиями, с которыми предполагалось будет конкуренция. Однако, к моменту получения Свидетельства на товарный знак проект Rabota74.ru уже был заморожен.
С начала 2007 года по конец 2008 была попытка основать дочерний проект в соседней Челябинской области — Rabota74.ru. Офис в Челябинске был открыт в феврале 2008 года. В конце 2008 года проект признан неуспешным и был закрыт. На первой в Екатеринбурге конференции Failconf об ошибках в ИТ-бизнесе в 2011 году Евгений Островский, руководитель Холдинга 66.ru выступил с докладом об этом бизнес-проекте:
Месяцев семь-восемь мы занимались продажами дистанционно. Скопировали екатеринбургский сайт, занимались поисковой оптимизацией, вышли в топы всех поисковиков. Но это нам ничего не дало. Мы потратили на портал 2,4 млн рублей, а заработали 35 тысяч, и то это был «Связной», который купил рекламу в Екатеринбурге на Челябинск. Сейчас я понимаю все ошибки, которые мы совершили. Во-первых, у нас не было узнаваемости. Не важно, какова у тебя аудитория (на rabota74.ru мы нагнали много пользователей), рекламодатель к тебе не пойдет, если о тебе ничего не слышал. Во-вторых, мы погорели на смешении брендов. Половина клиентов была уверена, что по телефону с ним говорит представитель раздела «Работа» портала 74.ru. Когда мы перевезли туда своих сотрудников и набрали продажников, филиал развивать было уже поздно. Ударил кризис: деньги кончились. То, что мы исповедовали в Екатеринбурге, в Челябинске оказалось совершенно неэффективным, нужны были агрессивные продажи, массовая реклама.Евгений Островский

Аркадий Чернецкий в феврале 2014 года с визитом в офисе компании Работа66.ru

Евгений Островский выступает с докладом на VII Региональная HR-Конференции «Ветер перемен. Персонал 2016. HR технологии для повышения эффективности бизнеса.»

1 марта 2008 года доступ к базе резюме на сайте Rabota66.ru стал платным.
В 2009 году портал Rabota66.ru вошла в екатеринбургское объединение IT-проектов — «Холдинг 66.ru».
Осенью 2010 года был на сайте появилась вирусная вакансия с поиском мэра Екатеринбурга. После выступления в конце 2011 года на первой конференции об ошибках в ИТ-бизнесе FailConf Евгений Островский попал на обложку журнала «Деловой квартал» с заголовком «Как я ошибался».
В октябре 2013 года портал Rabota66.ru совместно с Молодёжным правительством Свердловской области представили проекты «Ты — предприниматель» и «Кадровый резерв», которые были направлены на вовлечение молодежи в процессы развития экономики и социальной сферы региона, в предпринимательскую деятельность, поддержку молодёжных проектов, выявление и продвижение молодых людей, обладающих высоким уровнем потенциала для включения их в кадровый резерв.
В декабре 2013 года портал Rabota66.ru содействовал Екатеринбургской государственной думе в поиске сотрудников.
В августе 2014 года портал Rabota66.ru запустил раздел на сайте «Работа для беженцев с Украины», ориентированный на помощь в трудоустройстве гражданам Украины, ищущим работу, а также на содействие работодателям, готовым принимать на работу граждан других стран, оказавшихся в сложном положении в силу сложившихся военно-политических обстоятельств на Украине в 2014 года.
В 2014 году был приобретен сайт по трудоустройству города Нижний Тагил Tagil-rabota.ru, второго по населению города в Свердловской области. Продавцом выступила компания «Ругион» из Челябинска. Стоимость сделки составила «условный миллион рублей».
В 2014 году основатели компании Работа66.ru вышли на международный рынок с аналогичными проектами сайтов по трудоустройству — Rabota.az в Азербайджане и job.kg в Кыргызстане.
В 2015 году основатели портала Rabota66.ru организовали сеть сайтов по трудоустройству Larixon Limited, в которую стала входить компания Работа66.ru. Летом того же года запущен проект в Узбекистане — Rabota.uz.
27 мая 2015 года Работа66.ru выпустила мобильное приложение под Android позволяющее редактировать резюме, загружать фотографии. В течение мая разработчики также запустили приложение для проектов в Азербайджане Rabota.az и Киргизии Job.kg.
В начале 2018 года Hearst Shkulev Media приобрела у уральского холдинга Larixon Jobs Network сеть сайтов по поиску работы в Екатеринбурге (в том числе Rabota66.ru), Нижнем Тагиле, Азербайджане, Узбекистане и Киргизии. Сервисы также должны были стать частью «Зарплата.ру». Сумма сделки, по информации «Коммерсанта», превышала 500 млн руб.
Проекты Job.kg, Rabota.az, Rabota.uz, Rabota66.ru и Tagil-rabota.ru вошли в состав сервиса «Зарплата.ру». Охват приобретенных сайтов в Свердловской области составлял 425 тыс. уникальных пользователей в месяц, они продолжили работать под прежними брендами.
В ноябре 2020 года HeadHunter купила у Hearst Shkulev 100% сервиса по поиску работы и персонала «Зарплата.ру» за 3,5 млрд рублей. HeadHunter закрыла сделку по покупке «Зарплата.ру» 28 декабря 2020 года.
.